# Antoine-Jean Saint-Martin
Pour l’article homonyme, voir Saint-Martin.
Antoine-Jean Saint-Martin (né le 17 janvier 1791 à Paris, où il est mort le 10 juillet 1832) est un orientaliste français, un des pionniers de l'arménologie française.

## Biographie
Jean Saint-Martin naît le 17 janvier 1791 à Paris. Tout d'abord destiné au commerce, il suit des cours au collège des Quatre-Nations. Il apprend presque seul l'arabe, l'arménien, le persan, le syriaque et le turc et effleure d'autres langues comme le zend ou le géorgien. À vingt ans, il a acquis une solide théorie et une pratique sûre de l'arménien et de l'arabe. Le 2 septembre 1820, il est élu membre de l'Académie des inscriptions et belles-lettres en remplacement de Joseph-François Tochon d'Anneci. En avril 1821, c'est probablement lui le "Saint Martin" qui réussit à déchiffrer une inscription en langue lycienne.
Il est successivement appelé au ministère des Affaires étrangères, à titre de savant, nommé en 1824 administrateur de la bibliothèque de l'Arsenal, puis chargé de la direction des types orientaux à l'Imprimerie royale.
Il est l'un des fondateurs de la Société asiatique en 1822 et dirige la publication de son journal, le Journal asiatique.
Il revoit entièrement, corrige et augmente l'Histoire du Bas-Empire de Le Beau et parvient jusqu'au douzième volume lorsque la mort le surprend. Son travail est poursuivi par Marie-Félicité Brosset, qu'il a assisté dans ses premiers pas en arménien.
Il meurt le 10 juillet 1832 lors de la deuxième pandémie de choléra.

## Publications
- (1818) Mémoires historiques et géographiques sur l'Arménie, 2 volumes, Imprimerie  royale, Paris.
  - En ligne : Tome 1 sur Google Livres, Tome 2 sur Google Livres
  - Réimpression, Nabu Press, 2011, 530 p.  (ISBN 1271359960 et 9781271359967)
- (1822) Notice sur le zodiaque de Denderah sur Google Livres, Delaunay, 51 p.
- (1822) « Notice sur la vie et les ouvrages de M. Tôchon sur Google Livres », dans Joseph-François Tôchon, Recherches historiques et géographiques sur les médailles des nomes ou préfectures de l'Égypte, Imprimerie royale, 256 p. ; Saint-Martin a terminé et préparé pour la publication l'ouvrage de Tôchon ; il y a joint une notice de 16 pages sur sa vie et ses œuvres.
- (1825) (hy + fr) Choix de fables de Vartan sur Google Livres, Paris, Librairie orientale de Dondey-Dupré père et fils ;
- (1827) Relation d'un voyage fait en Europe et dans l'Océan Atlantique, à la fin du XVe siècle sous le règne de Charles VIII, par Martyr, évêque d'Arzendjan sur Gallica, trad. et introduction de J. Saint-Martin
- (1833) (Avec M. Brosset) Mémoire sur l'Arménie, 495 p.
- (1838) Recherches sur l'histoire et la géographie de la Mésène et de la Characène sur Google Livres, Paris, Imprimerie royaleAvec un « Avertissement » de Félix Lajard et une « Notice sur la vie et les ouvrages de M. J. Saint-Martin », par le baron Silvestre de Sacy
- (1841) Histoire d'Arménie, par le patriarche Jean VI, dit Jean Catholicos (trad.), Paris, Imprimerie royale
- (1850) Fragments d'une histoire des Arsacides, publication posthume par Félix Lajard, Paris, Imprimerie nationale
  - Tome 1 sur Gallica ; Tome 2 sur Gallica